# Manushya
Manushya est un terme bouddhiste qui désigne le royaume des humains dans la Cosmologie bouddhiste, l'une des six sphères du Bhavacakra.